# Karreveld (buurtschap)
Karreveld is een buurtschap in de gemeente Leudal in de Nederlandse provincie Limburg. Zij is gelegen tussen de dorpen Heibloem en Roggel, zo’n twee kilometer ten zuiden van de dorpskom van Heibloem. Van oudsher behoorde ze tot de gemeente Roggel en tussen 1991 en het ontstaan van de gemeente Leudal in 2007 behoorde ze tot de gemeente Roggel en Neer.
De buurtschap bestaat uit veertien woningen en boerderijen die gelegen zijn langs de gelijknamige veldweg Karreveld, ten oosten van de provinciale weg Helmond - Horn (N279). In het oosten wordt ze begrensd door de buurtschap Schaapsbrug, in het zuiden door het natuurgebied de Asbroekerheide, in het westen door het Spaanse Bos en in het noorden door Heibloem. Kadastraal gezien valt de buurtschap geheel onder de woonplaats Heibloem.
Vlak ten zuiden van Karreveld mondt de Neerpeelbeek uit in de Roggelse Beek. 
Dorpen: Baexem · Buggenum · Ell · Grathem · Haelen · Haler · Heibloem · Heythuysen · Horn · Hunsel · Ittervoort · Kelpen-Oler · Neer · Neeritter · Nunhem · Roggel

Buurtschappen: Aan de Bergen · Aan het Broek · Achter het Klooster · Asbroek · Beekkant · Berik · Blenkert · Brumholt · Caluna · Castert · De Horck · Dries · Eiland · Eind · Ellerhei · Gendijk · Geneijgen · Gerhegge · Haelense Broek · Hanssum · Heiakker · Heide (Heythuysen) · Heide (Roggel) · Heioord · Heugde · Hoek · Hollander · Hoogschans · Hoogstraat · De Horck · Kappert · Karreveld · Keizerbos · Kinkhoven · Laak · Maxet · Mortel · Nijken · Op de Bos · Ophoven · Overhaelen · Roligt · Santfort (deels) · Schaapsbrug · Schans (Ell) · Schans (Roggel) · Schillersheide · Smidstraat · Strubben · Uffelse · Venne · Vestjenshoek · Vlaas · Waije

Voormalige gemeenten: Haelen · Heythuysen · Hunsel · Roggel en Neer

Limburg: Steden en dorpen      Nederland: Provincies · Gemeenten